# 알트도르프역
알트도르프역(Altdorf)은 스위스 우리주와 알트도르프 지자체에 있는 기차역이다. 역은 아트-골다우와 에르스트펠트 사이의 고트하르트 철도에 있다. 역은 2019년에서 2021년 사이에 재건되었다.

## 운행편
2021년 12월 시간표 변경에 따라 알트도르프에서 다음 서비스가 정차한다.
- 인터시티 : 취리히 중앙역과 루가노 간 2시간 간격 운행.
- 인터레기오 : 로카르노와 아트-골다우 간 매시간 운행 기차는 바젤 SBB 또는 취리히 중앙역까지 계속 운행.
- 추크 슈타트반 S2 : 에르스트펠트와 바르 린덴파크 사이를 매시간 운행.